# Benjamin Jamieson
Benjamin Jamieson (desconhecida, Ontário, 15 de março de 1874 – Victoria, Colúmbia Britânica, 3 de dezembro de 1915) foi um jogador de lacrosse canadense. Jamieson era membro da Shamrock Lacrosse Team na qual conquistou a medalha de ouro nos Jogos Olímpicos de Verão de 1904 em Saint Louis.